# Озёрное (Акимовский район)
Озёрное (укр. Озерне) — село, Атманайский сельский совет, Акимовский район, Запорожская область, Украина.
Население по данным 1987 года составляло 40 человек.
Село ликвидировано в 1994 году.

## Географическое положение
Село Озёрное находилось на берегу Утлюкского лимана, на расстоянии в 6 км от села Новый Азов.

## История
- 1994 — село ликвидировано[1].